# Suzana Ćebić
Suzana Ćebić est une joueuse de volley-ball serbe née le 9 novembre 1984 à Požega. Elle mesure 1,67 m et joue au poste de libero. Elle totalise 163 sélections en équipe de Serbie.

## Clubs
| Club                   | De        | À         |
| ---------------------- | --------- | --------- |
| OK Crnokosa            | 1998-1999 | 2004-2005 |
| Jedinstvo Uzice        | 2005-2006 | 2007-2008 |
| Club Voleibol Tenerife | 2008-2009 | 2008-2009 |
| CSU Metal Galați       | 2009-2010 | 2009-2010 |
| VfB Suhl               | 2010-2011 | 2011-2012 |
| Rabita Bakou           | 2012-2013 | 2012-2013 |
| Lokomotiv VK           | 2013-2014 | 2013-2014 |
| CSM Târgoviște         | 2014-2015 | 2014-2015 |
| Beijing Volleyball     | 2015-2016 | 2015-2016 |
| CSM Târgoviște         | jan 2016  | 2016-2017 |
| CSM Bucureşti          | 2017-2018 | 2017-2018 |
| CS Volei Alba-Blaj     | 2018-2019 | …         |

## Palmarès

### Équipe nationale
- Championnat d'Europe
  - Vainqueur : 2011.
  - Finaliste : 2007.
- Ligue européenne
  - Vainqueur : 2010, 2011.
- Coupe du monde
  - Finaliste : 2015.

### Clubs
- Championnat de Serbie
  - Vainqueur : 2006.
- Coupe de Serbie
  - Vainqueur : 2003
- Supercoupe d'Espagne
  - Vainqueur : 2008
- Championnat de Roumanie
  - Vainqueur: 2010, 2018, 2019.
  - Finaliste : 2015, 2016.
- Championnat du monde des clubs
  - Finaliste : 2012.
- Coupe de Roumanie
  - Vainqueur : 2016, 2018, 2019.
- Supercoupe de Roumanie
  - Vainqueur : 2016.
- Coupe de la CEV
  - Finaliste: 2019.

### Distinctions individuelles
- Championnat du monde de volley-ball féminin 2006: Meilleure libero.
- Championnat d'Europe de volley-ball féminin 2011: Meilleure libero.
- Championnat d'Europe de volley-ball féminin 2013: Meilleure réceptionneuse.